# Decapterus
Genre
Decapterus est un genre de poissons de la famille des Carangidae. Ils sont parfois appelés « comètes ». 

## Liste des espèces
Selon FishBase (10 mars 2017) :
- Decapterus akaadsi Abe, 1958
- Decapterus koheru (Hector, 1875)
- Decapterus kurroides Bleeker, 1855
- Decapterus macarellus (Cuvier, 1833)
- Decapterus macrosoma Bleeker, 1851 - comète fine
- Decapterus maruadsi (Temminck & Schlegel, 1843) - comète ronde
- Decapterus muroadsi (Temminck & Schlegel, 1844)
- Decapterus punctatus (Cuvier, 1829) - comète quiaquia
- Decapterus russelli (Rüppell, 1830) - comète de Russell
- Decapterus tabl Berry, 1968

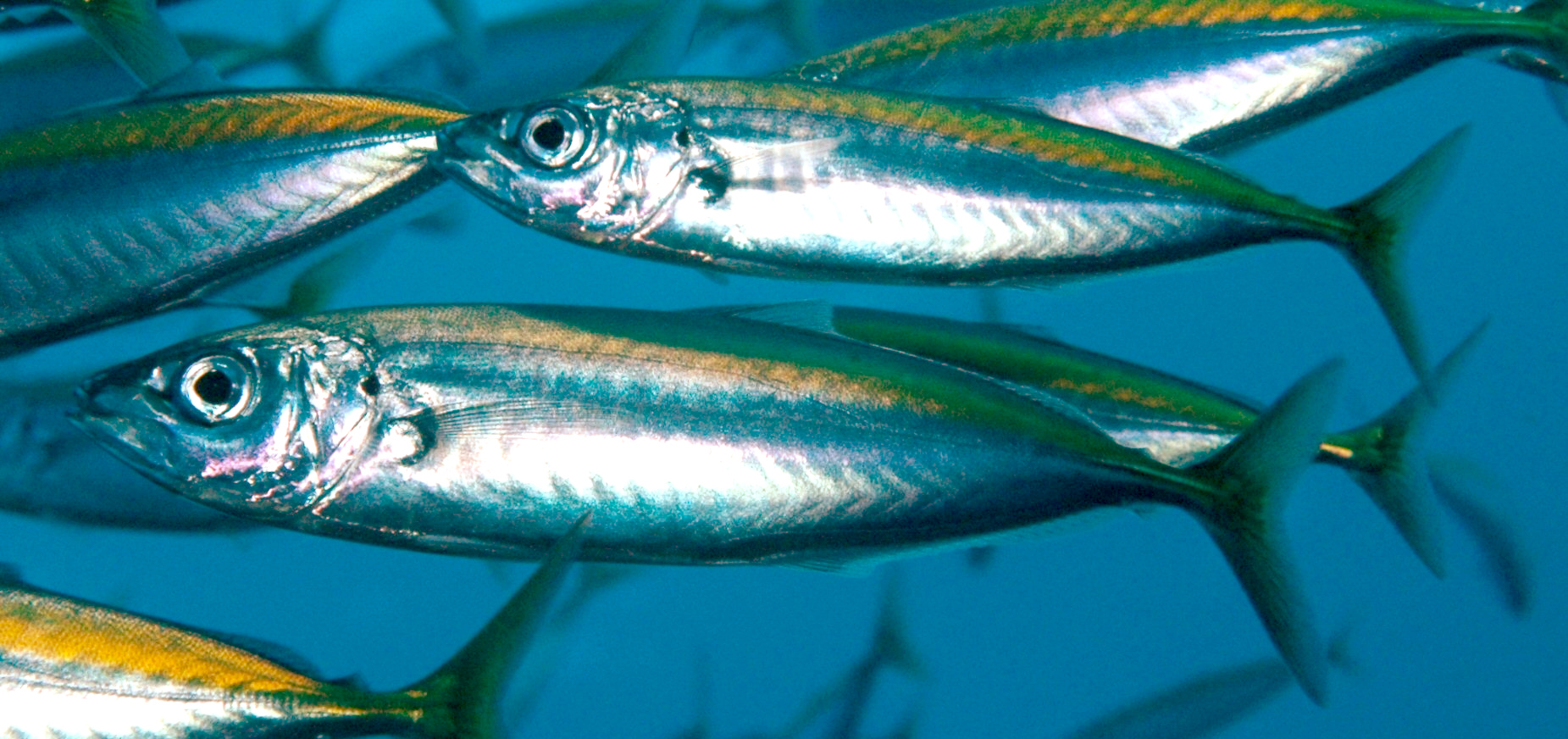
Decapterus koheru
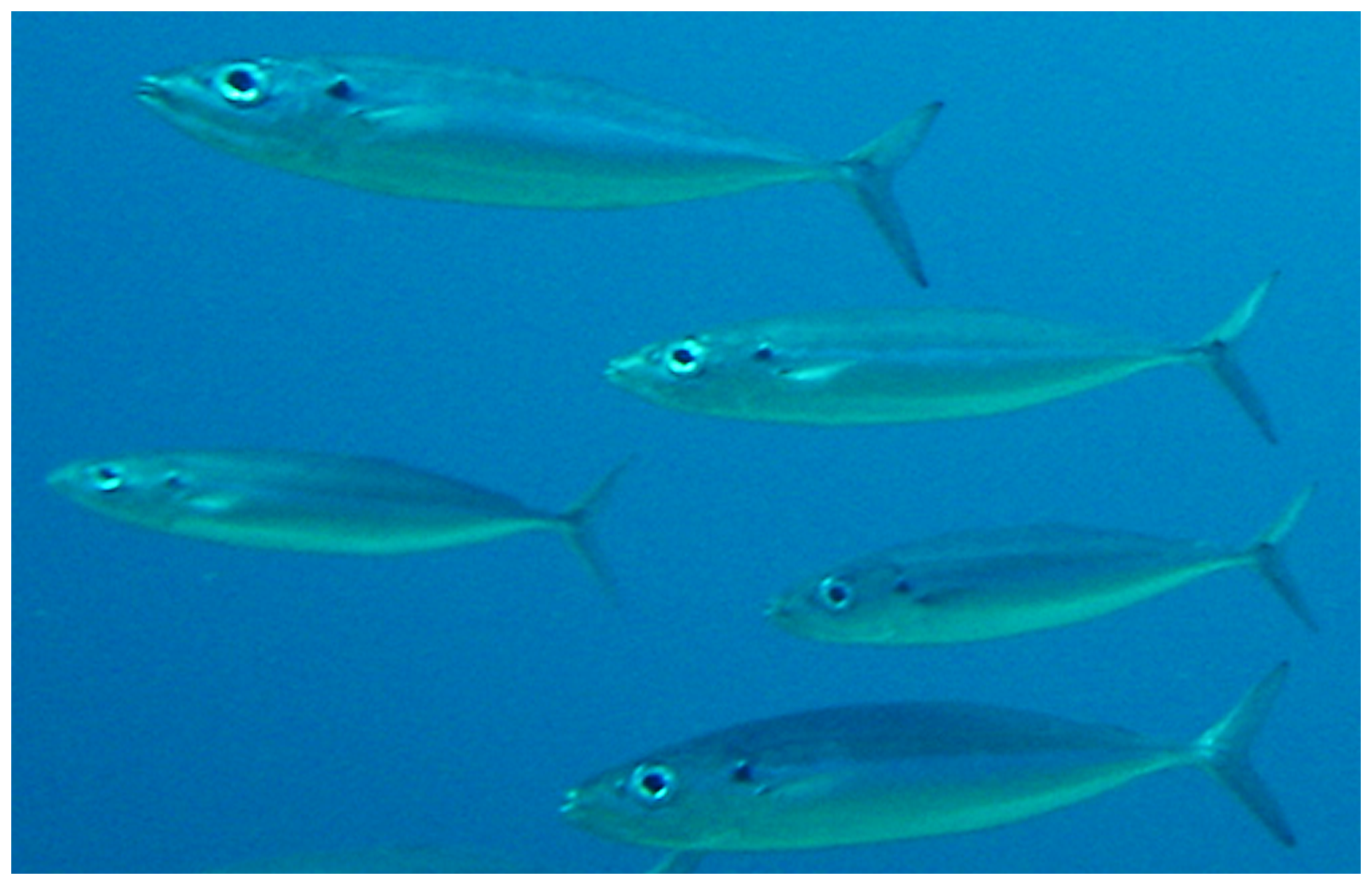
Decapterus macarellus
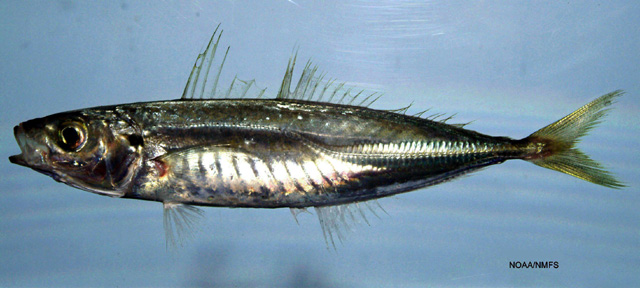
Decapterus punctatus
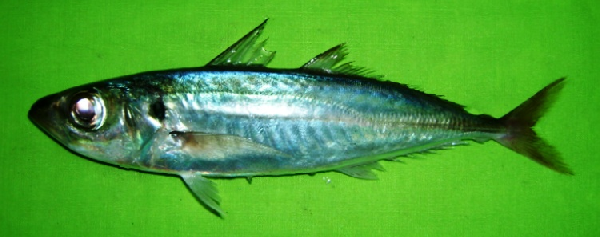
Decapterus russelli